# Kîrîlo Budanov
Kîrîlo Oleksiiovîci Budanov (în ucraineană Кирило Олексійович Буданов; n. 4 ianuarie 1986, Kiev, URSS) este un lider militar ucrainean, care din august 2020 este șef al Direcției Principale de Informații a Ministerului Apărării din Ucraina⁠(d). Anterior a fost director adjunct al unui departament al Serviciului de Informații Externe al Ucrainei⁠(d). Deține gradul militar de general-locotenent.

## Tinerețe și educație
Budanov s-a născut la Kiev la 4 ianuarie 1986. A absolvit Institutul Forțelor Terestre din Odesa⁠(d) în 2007.

## Carieră
După terminarea studiilor în 2007, Budanov și-a început cariera militară în forțele speciale ale Direcției Principale de Informații⁠(d) (Holovne upravlinnea rozvidkî – HUR) a Ministerului Apărării din Ucraina.

### Războiul ruso-ucrainean

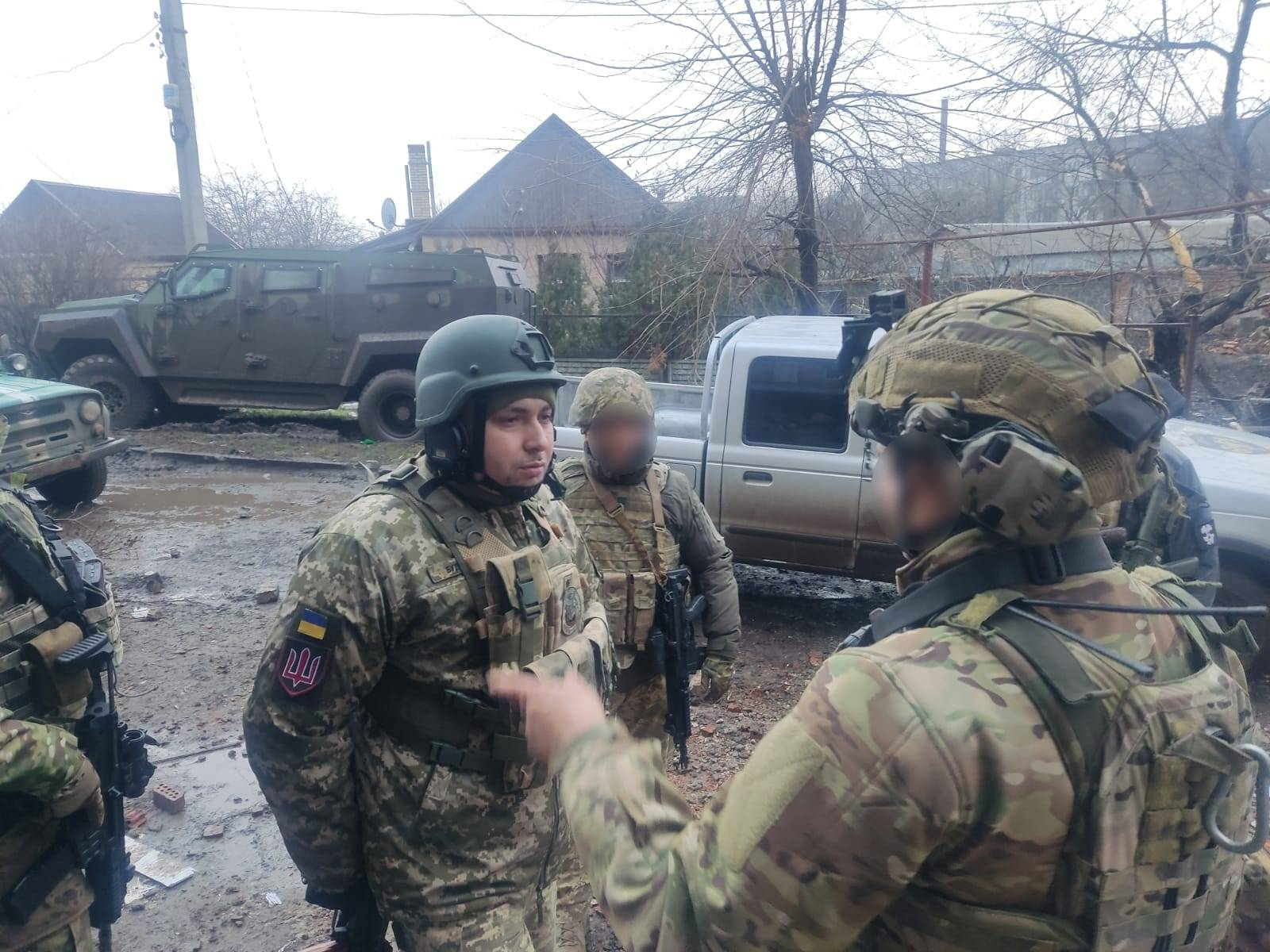
Budanov în Bahmut la 28 decembrie 2022

În 2014, a participat la conflictul din Donbas, unde a fost rănit de mai multe ori și, conform unor surse, ar fi participat la câteva operațiuni militare speciale secrete. Conform unui raport din 2024 al New York Times, Budanov a fost unul din membrii Unității de elită 2245 a Direcției Principale de Informații din Ucraine, antrenată de CIA. New York Times a mai scris că Budanov și-a câștigat o reputație pentru participarea la operațiuni îndrăznețe în spatele liniilor inamice. În 2016, pe când era încă locotenent-colonel, ar fi condus o unitate de forțe speciale într-un raid amfibiu asupra Crimeii aflate sub ocupație⁠(d) pentru a planta explozibili pe un aerodrom. Unitatea lui Budanov a fost atacată într-o ambuscadă de o unitate specială rusă după acostare; ucrainenii a ucis mai mulți soldați ruși înainte de a se retrage pe teritoriul controlat de Ucraina. Tot potrivit New York Times, Budanov a fost tratat la Centrul Medical Militar Național Walter Reed⁠(d), după participarea în luptele din Donbas.
La 4 aprilie 2019, automobilul personal al lui Budanov, un Chevrolet Evanda, a fost detonat de un cetățean rus cu documente pe numele „Aleksei Lomaka”, care a plantat o mină, dar aceasta a detonat prematur. Membrii grupului de sabotaj din care „Lomaka” făcea parte au fost reținuți.
În 2020, a devenit director adjunct al unuia dintre departamentele al Serviciului de Informații Externe al Ucrainei⁠(d).

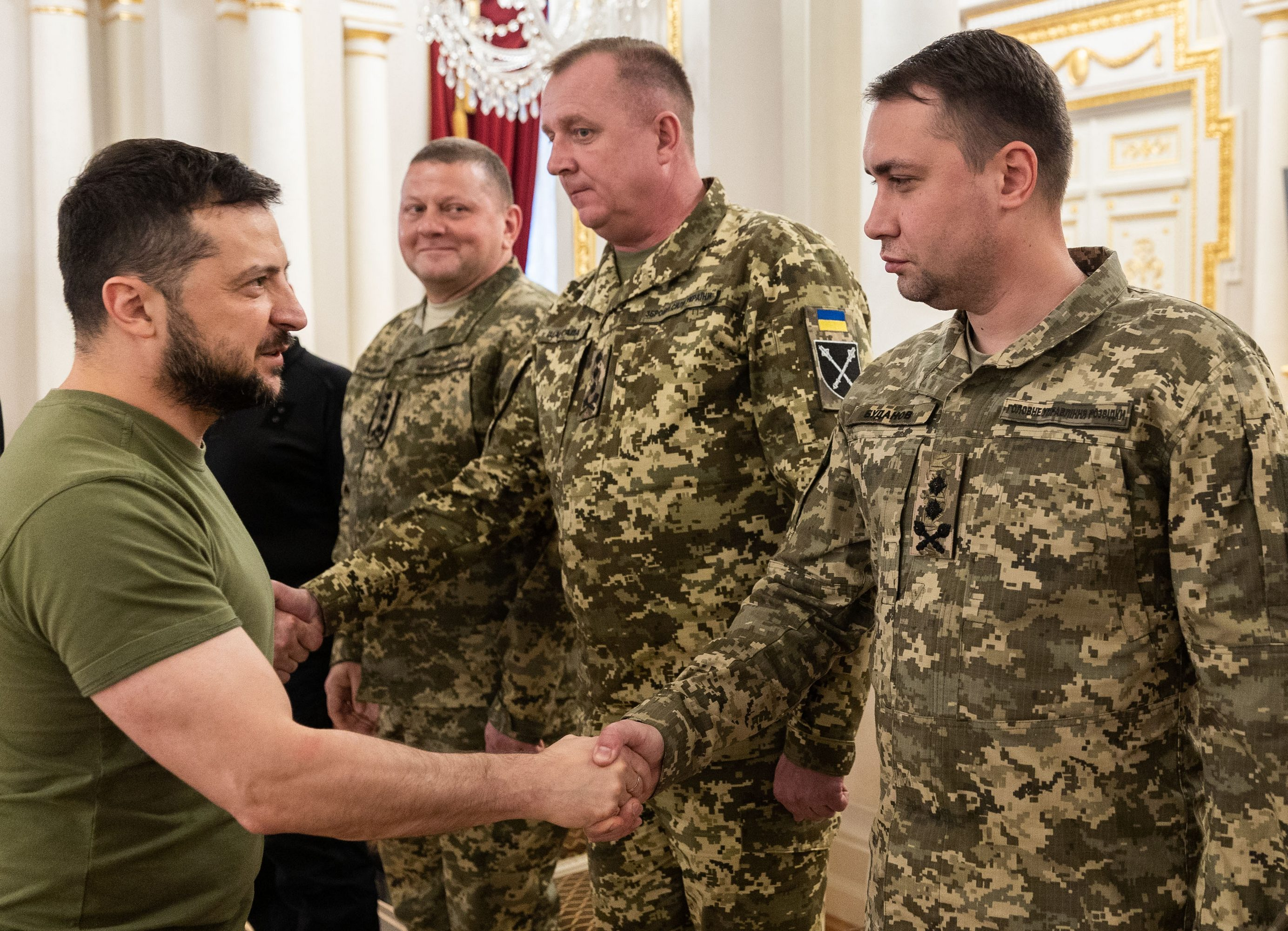
Budanov dă mâna cu președintele Ucrainei, Volodîmîr Zelenski, la 7 septembrie 2022

Pe 5 august 2020, președintele Ucrainei Volodîmîr Zelenski l-a numit pe Budanov în funcția de șef al Direcției Principale de Informații din cadrul Ministerului Apărării.
La 11 martie 2022 a devenit președintele Cartierului General de Coordonare pentru Tratamentul Prizonierilor de Război. În septembrie 2022, Budanov a jucat un rol esențial în cea mai mare operațiune de schimb de prizonieri dintre Ucraina și Federația Rusă, când 215 de ucraineni s-au întors acasă, inclusiv peste 100 de luptători și comandanți ai Batalionului Azov.
În februarie 2023, liderul blocului parlamentar Slujitorul Poporului, David Arahamia⁠(d), a declarat că Oleksii Reznikov⁠(d) va fi înlocuit de Budanov în funcția de ministru al apărării. Cu toate acestea, înlocuirea nu a avut loc. În cele din urmă noul ministru al apărării a devenit Rustem Umerov⁠(d).
La 21 aprilie 2023, tribunalul raionului Lefortovo⁠(d) din Moscova a emis un mandat de arest pe numele lui Budanov în legătură cu atacul ucrainean din 2022 asupra podului Kerci⁠(d). Budanov a comentat astfel: „Sunt mulțumit. Acesta este un indicator pozitiv al muncii noastre și promit să lucrez și mai bine.”
Un purtător de cuvânt al serviciilor secrete militare ucrainene a declarat în 2023 că au existat nu mai puțin de zece tentative de asasinat asupra lui Budanov. În noiembrie 2023, soția sa, Marianna Budanova, a fost otrăvită cu metale grele, iar mai mulți angajați ai Direcției au prezentat și ei simptome ușoare de otrăvire.
La 8 februarie 2024, Budanov a fost decorat cu titlul de Erou al Ucrainei de către președintele Zelenski.

## Grade militare
- General de brigadă (24 august 2021)[17]
- General-maior (3 aprilie 2022)[18]
- General-locotenent (7 septembrie 2023)[5]

## Premii
- Cavaler al Ordinului pentru Curaj⁠(d)[7]
- Eroul Ucrainei[16]